# Tromatobia notator
Tromatobia notator là một loài tò vò trong họ Ichneumonidae.